# La Rebollera (Erinyà)
La Rebollera és un antic bosc de roures rebolls del terme municipal de Conca de Dalt, a l'antic terme de Toralla i Serradell, al Pallars Jussà, en territori que havia estat del poble d'Erinyà.
Està situat a l'entorn del cim del Tossal dels Corbs, al nord-est d'Erinyà.